# Leo Sayer
Leo Sayer (tên khai sinh là Gerard Hugh Sayer, sinh ngày 21 tháng 5 năm 1948)  là một ca sĩ kiêm nhạc sĩ sáng tác người Úc gốc Anh có sự nghiệp ca hát kéo dài bốn thập kỷ. Bây giờ ông là một công dân và cư dân Úc.
Sayer đã bắt đầu sự nghiệp của mình tại Vương quốc Anh vào đầu những năm 1970, và trở thành một cái tên với các đĩa đơn và album đứng hàng đầu bảng xếp hạng ở cả hai bờ Đại Tây Dương vào những năm 1970. Bảy đĩa đơn đầu tiên của ông tại Vương quốc Anh đều lọt vào Top 10   - một kỷ lục đầu tiên được người quản lý đầu tiên của ông, Adam Faith thực hiện. Những bài hát của ông đã được hát bởi những nghệ sĩ đáng chú ý khác, bao gồm cả Cliff Richard (" Dreaming ").

## Đầu đời
Sayer có cha là Thomas EG Sayer, một người Anh và mẹ là Theresa Nolan, một người Ireland, ở Shoreham-by-Sea, Sussex, nơi anh theo học tại Trường tiểu học Công giáo St Mary. Anh là đứa con thứ hai trong ba anh chị em - Michael, sinh năm 1939 và Brian sinh năm 1951. Sau đó, ông đã học tại trường Blessed Robert Southwell (nay là Chatsmore) tại Goring-by-Sea. trước khi học nghệ thuật thương mại và thiết kế đồ họa tại Đại học Nghệ thuật và Thiết kế West Sussex ở Worthing, Sussex.
Ban đầu, khả năng của ông được nhạc sĩ David Courtneyphát hiện, người sau đó đồng quản lý và đồng sản xuất bài hát cùng với Sayer, cùng với cựu ca sĩ nhạc pop trở thành quản lý, Adam Faith. Vào tháng 1 năm 1967, trong khi Sayer 18 tuổi đang làm nhân viên khuân vác tại khách sạn King's ở Hove, anh đã hỗ trợ giải cứu những vị khách cao tuổi khỏi đám cháy nghiêm trọng làm hư hỏng tầng một của khách sạn. Bản thân anh đã được những người xây dựng làm việc trên một khối căn hộ bên cạnh khách sạn giải cứu khỏi khách sạn đang cháy rực.

## Sự nghiệp
Sayer bắt đầu sự nghiệp đồng sáng tác các bài hát với David Courtney, bao gồm bài "Giving It All Away", mang đến cho Roger Daltrey của ban nhạc The Who bản hit solo đầu tiên vào năm 1973. Cùng năm đó, Sayer bắt đầu sự nghiệp với tư cách là một nghệ sĩ thu âm dưới sự quản lý của Adam Faith, người đã ký hợp đồng Sayer với nhãn đĩa Chrysalis ở Vương quốc Anh và Warner Records tại Hoa Kỳ.
Đĩa đơn đầu tay "Why Is Everybody Going Home" không được vào bảng xếp hạng, nhưng Sayer đã đạt được danh tiếng quốc gia tại Vương quốc Anh với đĩa đơn thứ hai, ca khúc theo phong cách âm nhạc thính phòng "The Show Must Go On", Sayer biểu diễn trên truyền hình Anh, mặc trang phục pierrot và trang điểm. Đĩa đơn này đã đứng thứ 2 trên bảng xếp hạng tại Vương quốc Anh, cũng như album đầu tay Silverbird, đồng sáng tác với David Courtney, người đồng sản xuất album với Adam Faith. Bản cover bài này của Three Dog Night, kỷ lục Hot 100 cuối cùng của nhóm này, đạt hạng 4 vào ngày 25 tháng 5 năm 1974.
Những đĩa đơn tiếp theo của Sayer đều là những bản hit lớn ở Vương quốc Anh  –  "One Man Band" đã lên # 6 vào năm 1974, "Long Tall Glass" (UK # 4, 1974) trở thành Top Ten đầu tiên của Sayer ở Hoa Kỳ, đạt # 9 và "Moonlighting" đã lên # 2 ở Hoa Kỳ Vương quốc năm 1975. Năm 1976, Sayer đã thu âm ba bài hát của Beatles, "I Am the Walrus", "Let It Be" và "The Long and Winding Road" cho bộ phim theo chủ đề Beatles, All This and World War II. Các album của ông trong giai đoạn này cũng liên tục thành công ở Vương quốc Anh: với năm bài hát Top 10 liên tiếp trên bảng xếp hạng album của Vương quốc Anh từ năm 1973 đến 1977. 
Ông cũng gặt hái thành công với tư cách là một nghệ sĩ album ở Hoa Kỳ, bắt đầu với LP Just A Boy thứ hai (1974), đạt # 16. Album thứ tư của anh là Endless Flight (1976) đã củng cố sự nổi tiếng quốc tế của anh, đạt hạng 4 tại Vương quốc Anh và # 10 tại Hoa Kỳ; nó cũng được xếp hạng mạnh ở các quốc gia khác bao gồm Thụy Điển, Na Uy, Hà Lan và New Zealand và được chứng nhận là album bạch kim ở cả Vương quốc Anh và Hoa Kỳ và bạch kim đôi ở Canada. 

Đỉnh cao của sự nghiệp của Sayer là vào năm 1977, khi ông có được hai bản hit số một liên tiếp tại Hoa Kỳ, đầu tiên là "You Make Me Feel Like Dancing" theo phong cách vũ trường (bài hát chiến thắng giải Grammy cho Ca khúc Nhịp điệu và Blues hay nhất năm), tiếp theo là bản ballad lãng mạn, "When I Need You" (1977), đạt vị trí số một ở cả Vương quốc Anh và Hoa Kỳ. Được viết bởi Albert Hammond và Carole Bayer Sager, đây là đĩa đơn số 1 đầu tiên của Sayer tại Vương quốc Anh (sau ba bản hit số hai). Nó cũng là bài hát đầu tiên trong số hai bài hát đứng đầu bảng xếp hạng liên tiếp tại Vương quốc Anh cho nhà sản xuất Richard Perry.
Trong khi lưu diễn Memphis vào tháng 8 năm 1977, đầu gối của ông bị đau và ông được một nhân viên an ninh cũng làm việc cho Elvis Presley đưa đến bệnh viện. Vài ngày sau, Sayer và Presley sắp xếp gặp nhau, nhưng vào ngày họ dự định gặp nhau tại Graceland, Presley đã chết. Sayer đã tuyên bố như vậy trong một cuộc phỏng vấn trên truyền hình trên chương trình Lorraine của Anh, phát sóng ngày 3 tháng 5 năm 2017. 